# Ivorra
Ivorra là một đô thị trong tỉnh Lleida, cộng đồng tự trị Cataluña Tây Ban Nha. Đô thị Ivorra có diện tích là 15,4 ki-lô-mét vuông, dân số năm 2009 là 122 người với mật độ 7,92 người/km². Đô thị Ivorra có cự ly km so với tỉnh lỵ Lleida.